# Ленський (селище)
Ле́нський (рос. Ленский) — селище у складі Панкрушихинського району Алтайського краю, Росія. Входить до складу Луковської сільської ради.

## Населення
Населення — 225 осіб (2010; 302 у 2002).
Національний склад (станом на 2002 рік):
- росіяни — 99 %